# فورد فیستا دبلیوآرسی
فورد فیستا دبلیوآرسی یک خودرو رالی جهانی بود که توسط تیم رالی جهانی ام-اسپرت برای استفاده در مسابقات رالی قهرمانی جهان م از سال‌های ۲۰۱۷ تا پایان فصل ۲۰۲۱ از آن استفاده می‌شد، ساخته شده است.  این خودرو بر اساس خودروی جاده ای فورد فیستا ۲۰۱۷ ساخته شده است و جایگزین فورد فیستا آراس دبلیوآرسی شده است که بین سال‌های ۲۰۱۱ و ۲۰۱۶ رقابت می‌کرد. این خودرو مطابق با نسل چهارم مقررات اتومبیل رالی جهانی که در سال ۲۰۱۷ معرفی شد، ساخته شده است.